# Konstantin von Benckendorff
Konstantin von Benckendorff (ros.: Константин Христофорович Бенкендорф; ur. 31 stycznia 1785; zm. 6 sierpnia 1828), generał armii Imperium Rosyjskiego i dyplomata. Młodszy brat Aleksandra von Benckendorffa

## Działalność
Od 20 lipca 1797 służył w Kolegium Spraw Zagranicznych. 20 kwietnia 1803 otrzymał tytuł Kammerjunkra. Służył w misjach dyplomatycznych w państwach niemieckich, m.in. w Królestwie Prus i Brandenburgii. Od 3 marca 1810 sekretarz ambasady w Neapolu, od 30 sierpnia 1812 szambelan. Benckendorff rozpoczął służbę wojskową w 1812. Brał udział w bitwach pod Borodino oraz w bitwie pod Smoleńskiem. W 1813 został dowódcą jednego z Korpusów w Kassel. Po awansie na stopień generała brygady jako dowódca latającego Korpusu brał udział w walkach przeciw Francuzom pod Soissons, Brienne-le-Château, Craonne (gdzie 7 marca 1814 przesądził o zwycięstwie), w zdobywaniu Reims i wkroczył jako jeden ze zwycięzców do Paryża. Podczas wojny z Persją 1826-1828 dowodził wojskami na Kaukazie. Później walczył w wojnie z Turcją. Zmarł w wyniku choroby płuc. Był odznaczony Orderem Świętego Jerzego III i IV klasy, Orderem Świętego Włodzimierza II, III i IV klasy, Orderem Świętej Anny I i II klasy, Medalem Pamiątkowym za wojnę 1812, pruskim Orderem Czerwonego Orła, bawarskim Orderem Maksymiliana Józefa, austriackim Orderem Leopolda i szwedzkim Królewskim Orderem Miecza I klasy.
Siostrą obu braci była znana w dyplomatycznym świecie księżna Dorothea von Lieven.